# Liste der Museen im Landkreis Neumarkt in der Oberpfalz
Die Liste der Museen im Landkreis Neumarkt in der Oberpfalz gibt einen Überblick über aktuelle und ehemalige Museen im Landkreis Neumarkt in der Oberpfalz in Bayern.

## Aktuelle Museen
| Gemeinde                  | Name                                       | Kurzbeschreibung | gegründet/ eröffnet | Träger                                                                | Standort                                    | Bild           | Link |
| ------------------------- | ------------------------------------------ | --- | ------------------- | --------------------------------------------------------------------- | ------------------------------------------- | -------------- | ---- |
| Berching                  | Museum Berching                            | Das Museum befasst sich mit dem Leben und Werk des Komponisten und Opernreformators Christoph Willibald Gluck. Zudem sind Bauernmöbel und Gerätschaften aus dem bäuerlichen und ländlich-bürgerlichen Alltag zu sehen.                                                       |                     | Stadt Berching                                                        | !549.1060105511.4424155 49.10601 11.442415  | weitere Bilder |      |
| Dietfurt an der Altmühl   | Altmühltaler Mühlenmuseum                  | In der letzten funktionsfähigen Wassermühle im Altmühltal kann die historische Mühlentechnik auf vier Stockwerken besichtigt werden. Eine Ausstellung erinnert an die Anfänge der Stromversorgung in Dietfurt.                                                               |                     | Privat                                                                | Rengnathmühle                               | weitere Bilder |      |
| Dietfurt an der Altmühl   | Museum im Hollerhaus                       | Das Museum zeigt archäologische Funde aus der Region sowie eine Gesteins- und Fossiliensammlung. Weitere Themen sind die Geschichte der Besiedelung des Dietfurter Talraums und des Kanalbaus zwischen Main und Donau.                                                       | 1989                | Stadt Dietfurt a.d.Altmühl                                            | Hollerhaus                                  |                |      |
| Dietfurt an der Altmühl   | Vorgeschichtliches Erlebnisdorf ALCMONA    | Auf Grundlage archäologischer Befunde bei Dietfurt entstand der Nachbau eines bronzezeitlichen Langhauses mit Nebengebäuden. Es finden Führungen und Veranstaltungen statt.                                                                                                  | 2000                | ALCMONA – Förderverein vorgeschichtliches Erlebnisdorf Dietfurt e. V. | !549.0312745511.5624855 49.031274 11.562485 | weitere Bilder |      |
| Dietfurt an der Altmühl   | Wagnerei-Museum                            | Die seit 1874 bestehende Wagnerwerkstatt mit historischen Maschinen ist im Zustand von 1920/1930 erhalten und kann mit einer Führung besichtigt werden. | 2012                | Privat                                                                | !549.0343035511.5872665 49.034303 11.587266 |                |      |
| Mühlhausen                | Landl-Museum                               | Das Museum im ehemaligen Schulhaus befasst sich mit vielfältigen Themen zur Geschichte und Kultur des „Landl“ genannten Gebiets um Sulzbürg. | 1954                |                                                                       | Sulzbürg                                    | weitere Bilder |      |
| Neumarkt in der Oberpfalz | Bayerisches Metzgerei- und Weißwurstmuseum | Die rund 150 Jahre alte und original erhaltene Metzgerei-Ausstattung veranschaulicht den Produktionsablauf in einer Metzgerei des 18. bis 19. Jahrhunderts. | 2012                | Metzgerei Hotel Gasthof Wittmann                                      | !549.2746005511.4590165 49.2746 11.459016   |                |      |
| Neumarkt in der Oberpfalz | Museum für historische Maybach-Fahrzeuge   | Das Museum zeigt historische Maybach-Automobile und erinnert mit Schautafeln, Modellen und Kurzfilmen an die Geschichte des Maybach-Motorenbaus. In einer weiteren Ausstellung sind Zweiräder der Express Werke zu sehen, die bis 1959 am Museumsstandort produziert wurden. | 31. März 2009       | Museum für historische Fahrzeuge GmbH                                 | Ehemaliges Industriegebäude                 | weitere Bilder |      |
| Neumarkt in der Oberpfalz | Museum Lothar Fischer                      | Das Museum zeigt Werke des Bildhauers Lothar Fischer sowie Wechselausstellungen mit unterschiedlichen Schwerpunkten. | 19. Juni 2004       | Lothar & Christel Fischer Stiftung und Stadt Neumarkt i.d.OPf.        | !549.2817895511.4628615 49.281789 11.462861 | weitere Bilder |      |
| Neumarkt in der Oberpfalz | Neumarkter Brauereimuseum                  | Im Keller des Neumarkter Bräustübls sind historische Gerätschaften und Werkzeuge ausgestellt, die den Brauereibetrieb seit 1574 dokumentieren. |                     | Neumarkter Glossnerbräu GmbH & Co. KG                                 | Neumarkter Bräustübl                        |                |      |
| Neumarkt in der Oberpfalz | Stadtmuseum Neumarkt i.d.OPf.              | Die Ausstellung führt durch die Stadtgeschichte von der mittelalterlichen Stadtgründung bis zum Zweiten Weltkrieg. Außerdem sind Dokumente, Fotos und Zweiräder der Velocipedfabrik Goldschmidt & Pirzer, der späteren Express Werke zu sehen.                               |                     | Stadt Neumarkt i.d.OPf.                                               | !549.2785005511.4566225 49.2785 11.456622   | weitere Bilder |      |
| Parsberg                  | Burgmuseum                                 | Das Museum befasst sich mit der Entstehung der regionalen Landschaft und der Stadtgeschichte. Neben einer volkskundlichen Sammlung werden in der zeitgeschichtlichen Abteilung die Entwicklung des Deutschen Reichs und deren Auswirkung auf die Region dargestellt.         | 1981                | Stadt Parsberg                                                        | Burg Parsberg                               | weitere Bilder |      |
| Postbauer-Heng            | Dorfmuseum Fleischmichlhaus                | Das Museum befindet sich in einem alten Bauernhaus mit kompletter Einrichtung aus der Vorkriegszeit. | 2001                | Markt Postbauer-Heng                                                  | Pavelsbach                                  |                |      |
| Postbauer-Heng            | Heimatmuseum                               | Die lokalgeschichtliche Sammlung im 2. Stockwerk des Feuerwehrzentrums veranschaulicht das bäuerliche und dörfliche Leben. | 1987                | Markt Postbauer-Heng                                                  | Feuerwehrzentrum                            |                |      |

## Ehemalige Museen
| Gemeinde                  | Name                          | Kurzbeschreibung | gegründet/ eröffnet | geschlossen/ aufgelöst | Träger           | Standort                    | Bild | Link |
| ------------------------- | ----------------------------- | --- | ------------------- | ---------------------- | ---------------- | --------------------------- | ---- | ---- |
| Neumarkt in der Oberpfalz | Museum in der Krümperstallung | Das Zweigmuseum des Bayerischen Nationalmuseums zeigte Barockkunst und Krippen. Mangels Zuspruch wurde es nach zehn Jahren wieder aufgelöst. | 1986                | 1996                   | Freistaat Bayern | Pfalzgrafenschloss Neumarkt |      |      |